# إغناسي دوميكو
إغناسي دوميكو (بالإسبانية: Ignacio Domeyko، بالبيلاروسية: Ігнат Дамейка، بالبولندية: Ignacy Domejko، وبالليتوانية: Ignotas Domeika) ‏ (31 يوليو 1802 – 23 يناير 1889) كان عالم معادن وجيولوجيا بولندي، ولد في 31 يوليو 1802 في الإمبراطورية الروسية، وتحديدا في ما هو الآن دولة بيلاروسيا.
شارك دوميكو في ثورة نوفمبر عام 1830، فتم إجباره على مغادرة البلاد. قضى فترة من حياته في فرنسا ثم استقر في تشيلي.
لدوميكو الكثير من المساهمات في الجغرافيا والجيولوجيا وعلم المعادن.